# Ehretia saligna
Ehretia saligna là loài thực vật có hoa trong họ Ehretiaceae. Loài này được R.Br. mô tả khoa học đầu tiên năm 1810.